# Sladký útěk
Sladký útěk (v originále Comme un avion) je francouzský hraný film z roku 2015, který režíroval Bruno Podalydès podle vlastního scénáře. Snímek měl světovou premiéru dne 10. června 2015.

## Děj
Michel byl od dětství vášnivým fanouškem průkopníků letectví. Čirou náhodou, když hledá na internetu příklad palindromu, zjistí, že tvar kajaku připomíná trup letadla. Tak si našel novou vášeň a po chvíli váhání si objednal kajakářskou sadu, kterou si doma sestaví. Pak si vezme osm dní volna, aby se vydal na řeku.
Zastaví se na statku, kde se setká s Laetitií, vdovou stejného věku, se kterou si začne poměr, a Milou, romantickou mladou dívkou. Náhodou se dozví, že jeho žena, se kterou si každý den telefonuje, je stejně nevěrná jako on.

## Obsazení
| Bruno Podalydès       | Michel         |
| Sandrine Kiberlainová | Rachelle       |
| Agnès Jaoui           | Laetitia       |
| Denis Podalydès       | Rémi           |
| Jean-Noël Brouté      | Damien         |
| Michel Vuillermoz     | Christophe     |
| Vimala Pons           | Mila           |
| Pierre Arditi         | rybář          |
| Noémie Lvovsky        | sousedka       |
| Stéphanie Cléau       | žena v zahradě |
| Blutch                | Bastien        |
| Benjamin Lavernhe     | Bernard        |
| Samir Guesmi          | poslíček       |
| Mehdi Djaadi          | hlídač         |

## Ocenění
- César: nominace v kategorii nejlepší herečka ve vedlejší roli (Agnès Jaoui)